# Kodymirus vagans
Kodymirus vagans ist eine ausgestorbene Art der Gliederfüßer (Arthropoda) aus dem unteren Kambrium.

## Merkmale
Kodymirus vagans war etwa 80 mm lang. Die Kopfplatte war pentagonal im Umriss und besaß dorsale nierenförmige Augen. Die fünf Paar seitlichen Extremitäten waren einästig, stark stachelig und nach hinten größer werdend. Der Rumpf bestand aus zwölf in Richtung des Schwanzstachels schmaler werdenden Segmenten, die in pleuralen, in Richtung des Schwanzstachels länger werdenden, Stacheln endeten. Der Schwanzstachel (Telson) war spitz und lang zulaufend.

## Fundort
Zahlreiche vollständig und teilweise erhaltene Fossile dieser Art, davon 24 mit erhaltenen Extremitäten, wurden im Barrandium (Prager Mulde) in Tschechien gefunden.

## Systematik
Die Art wurde auf Grund der Ähnlichkeit mit den Pfeilschwanzkrebsen zum Unterstamm der Kieferklauenträger (Chelicerata) gezählt und in die Ordnung Aglaspidida klassifiziert. Nach van Roy 2006 erfüllt die Art jedoch nicht alle Merkmale für die Aglaspdida im strengen Sinne und werden daher als Aglaspidida-ähnlich geführt.